# 岡村誠之
岡村 誠之（おかむら まさゆき、1980年9月22日-）は、株式会社テレビ大分・制作部所属、アナウンサー兼ディレクター。大分県南海部郡蒲江町（現・佐伯市）出身。大分高等学校、東京都立大学卒業。

## 来歴
2003年4月1日、テレビ大分に入社。主にアナウンサーとして、「TOSスーパーニュース」の日曜日キャスターや、月曜日のトリニータコーナー、「TOSニュース」を担当していた。
2004年7月、ディレクターとして参加した「FNS27時間テレビ めちゃ×2オキてるッ！楽しくなければテレビじゃないじゃ〜ん!!」で行われた「FNS全国一斉期末テスト」にテレビ大分代表で出場。
その後、毎週土曜日の午前中の生番組「ハロー大分」を担当。現在は若者向けの音楽情報バラエティー「SPARK ON WAVE」のMCを担当。スポーツ実況も行っている。
また、2008年から「ズームイン!!SUPER」の大分担当キャスターも務めていた。
2011年3月、東日本大震災が発生した際には、NNN取材団の一員として被災地の取材へ出向いた。

## 人物
- 趣味は夏は水泳、冬はスノーボード。
- 浦沢直樹の漫画のファンである。
- 入社試験の漢字テストで最下位になったことがある。

## 担当番組
※★はFNN/FNS系列、☆はNNN/NNS系列番組。

### 現在の担当番組
- TOSニュース
- スポーツ実況
- ★ゆ〜わくワイド&News

### 過去の担当番組
- ハロー大分
- SPARK ON WAVE
- ★FNSの日ディレクター（2004年 - ）
- ★FNN TOSスピーク
- ☆ズームイン!!SUPER（大分中継キャスター、2008年5月7日 - ）
- ★めざましテレビ公認 わがまま!気まま!旅気分（不定期、BSフジでも放送）
- ★FNN TOSスーパーニュース
- サタデーパレット

## 関連人物
- 吉井誠（テレビ長崎アナウンサー）[3]